# Jacques Launay
Jacques Launay (* 1954) ist ein französischer Marineoffizier (Admiral).

## Leben
Launay besuchte von 1974 bis 1977 die École Navale. Er diente u. a. auf dem Atom-U-Boot Le Foudroyant und auf dem Hubschrauberträger Jeanne d’Arc. Von 1990 bis 1992 absolvierte er die Führungsakademie der Bundeswehr (FüAkBw) in Hamburg und wurde 1992 für seine Lehrgangsarbeit mit der Ehrenurkunde General Carl von Clausewitz der Clausewitz-Gesellschaft ausgezeichnet.
Nach einer Verwendung in Paris war er von 1995 bis 1998 Marineattaché in der Botschaft der Französischen Republik in Bonn. Launay wurde Mitglied des French Advanced Military Studies  Centre (CHEM) und des National Institute for Higher Defense Studies (IHEDN) sowie stellvertretender Direktor für europäische und strategische Beziehungen beim Secretariat Général de la Défense Nationale (SGDN). 2004 wurde er Verteidigungsattaché in London. Nach weiteren Verwendungen war er von 2009 bis 2012 Inspecteur Général de la Marine. Danach wurde er Befehlshaber von EUCAP Nestor.
Er ist verheiratet und Vater von vier Kindern.

## Ehrungen
- Ehrenlegion (Commandeur)
- Seeverdienstorden (Frankreich)
- Ordre national du Mérite (Officer)
- Croix de la Valeur militaire
- NATO-Medaille (Kosovo, Jugoslawien)
- Bundesverdienstkreuz 1. Klasse (25. November 1998)[2]